# 諸葛炮樓山
諸葛炮樓山，又稱炮樓山，位於緬甸果敢縣與中國鎮康縣邊境，高約2102公尺:48、50。相傳三國時代諸葛亮平南時，於此興建炮樓，山頂現存一座諸葛廟。